# ラトビア・ソビエト社会主義共和国

ラトビア・ソビエト社会主義共和国
Latvijas Padomju Sociālistiskā Republika (ラトビア語)
Латвийская Советская Социалистическая Республика (ロシア語)

国の標語: Visu zemju proletārieši, savienojieties!（ラトビア語）
万国の労働者よ、団結せよ!国歌: Latvijas Padomju Sociālistiskās Republikas himna（ラトビア語）
ラトビア・ソビエト社会主義共和国国歌
 

ラトビア・ソビエト社会主義共和国（ラトビア・ソビエトしゃかいしゅぎきょうわこく、ラトビア語: Latvijas Padomju Sociālistiskā Republika、露: Латвийская Советская Социалистическая Республика、Latviyskaya Sovetskaya Sotsialisticheskaya Respublika）は、ソビエト連邦構成共和国の一つ。
ラトビアは第二次世界大戦以前には独立国であったが、大戦が起こると1940年にエストニアやリトアニアとともにソ連に占領される。7月21日にラトビア・ソビエト社会主義共和国となり、8月5日にソ連に編入される。独ソ戦勃発後は1941年から1944年まで、ナチス・ドイツの占領、オストラント総督府に編入された。第二次世界大戦末期にソビエト連邦軍による再占領の後、再度ソビエト連邦構成共和国となり社会主義化が行われた。1991年のソ連8月クーデターの失敗に伴い、同年8月21日に独立した。
なお、1991年9月10日の最高評議会での決定によりラトビア共産党の活動は禁止されたが、1994年には後継政党としてラトビア社会党が創設されている。

## ラトビア共産党第一書記の一覧
| 第一書記               | 在任期間                                                                   |
| ---------------------- | -------------------------------------------------------------------------- |
| lv:Jānis Kalnbērziņš   | 1940年8月25日 – 1959年11月25日 (1941年から1944年までロシアに亡命)          |
| アーヴィド・ペリシェ   | 1959年11月25日 – 1966年4月15日                                             |
| アヴグスト・ヴォス     | 1966年4月15日 – 1984年4月14日                                              |
| ボリス・プーゴ         | 1984年4月14日 – 1988年10月4日                                              |
| ヤーニス・ヴァグリス   | 1988年10月4日 – 1990年4月7日 (党の指導者としての役割は1990年1月11日に廃止) |
| アルフレッド・ルビック | 1990年4月7日 – 1991年9月10日                                               |